# Kokuhaku Kinenbi
Singles de Melon Kinenbi
Amai Anata no Aji
(2000) Denwa Matte Imasu
(2001)
 Kokuhaku Kinenbi  (告白記念日) est le 2e single du groupe de J-pop Melon Kinenbi, sorti le 28 juin 2000 au Japon sur le label zetima, écrit et produit par Tsunku. Il atteint la 42e place du classement de l'Oricon, et reste classé pendant deux semaines.
La chanson-titre a été utilisée comme thème musical pour une publicité pour l'entreprise de service internet Tottoco. Elle figurera sur le premier album du groupe, 1st Anniversary de 2003, puis sur ses compilations Fruity Killer Tune de 2006 et Mega Melon de 2008. La chanson en "face B", Fuwa Fuwa Fū, figurera sur sa compilation de "faces B" Ura Melon de 2010.

## Liste des titres
1. Kokuhaku Kinenbi  (告白記念日?)
2. Fuwa Fuwa Fū  (ふわふわふー?)
3. Kokuhaku Kinenbi (instrumental) (告白記念日...?)